# Godefroy-Maurice de La Tour d'Auvergne
Godefroy-Maurice de La Tour d'Auvergne, né le 21 juin 1636 et mort le 25 juillet 1721, est comte d'Auvergne (1652), Grand Chambellan de France de 1658 à 1715 sous Louis XIV, et duc de Bouillon (titulaire depuis 1652, effectif depuis 1678).

## Biographie
Fils de Frédéric-Maurice de La Tour d'Auvergne et de Éléonore de Bergh, neveu de Turenne et duc de Bouillon, il naît avant le rattachement de la principauté de Sedan à la France.
De 1658 à 1682 puis de 1692 à 1715, il est grand chambellan de France (remplacé par son fils, Louis-Charles de La Tour d'Auvergne entre 1682 et 1692). Avec ses cousins le duc de Duras et le duc de Lorges, il participe auprès du roi au siège de Namur (1692). Il est représenté dans La Prise de la ville et du château de Namur, détail de L'Almanach pour l'année 1693 .
Il épouse le 20 avril 1662, Marie-Anne Mancini, nièce de Jules Mazarin, dans la chapelle de la Reine, en présence du roi et de la reine.

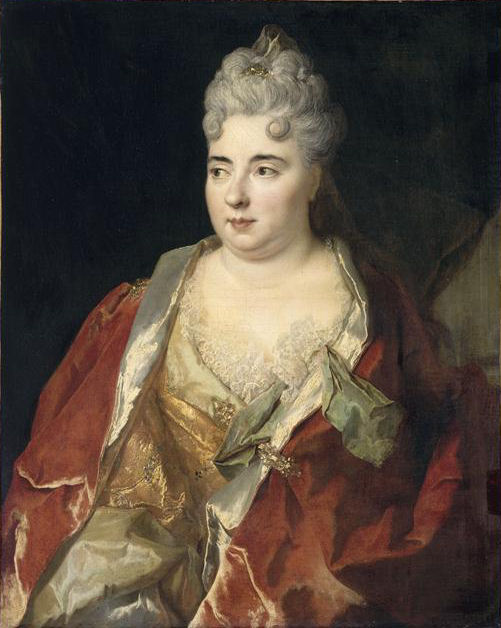
Portrait présumé de Marie-Anne Mancini
duchesse de Bouillon
par Nicolas de Largilierre
Musée du Louvre

Dix enfants sont nés de cette union, dont :
- Louis-Charles (1665-1692), Grand Chambellan de France entre 1682 et 1692, qui épouse Anne-Geneviève de Lévis, fille de Charlotte de La Mothe-Houdancourt ;
- Marie-Élisabeth dite « Mademoiselle de Bouillon » (1666-1725) ;
- Emmanuel-Théodose (1668-1730), duc de Bouillon et grand chambellan de France de 1715 à 1717 ;
- Frédéric-Jules (1672-1733), chevalier de Bouillon, puis prince d'Auvergne ;
- Louis-Henri (1674-1753), comte d'Évreux, lieutenant général des armées du roi, il épousa la fille du financier Antoine Crozat et fit construire l'hôtel d'Évreux, aujourd'hui palais de l'Élysée[3] ;
- N... (-1696), demoiselle d'Albret ;
- Louise-Julie (1679-1750), dite mademoiselle de Château-Thierry, par mariage princesse de Montbazon.

Après un jugement du Parlement de Paris, en 1710, qui condamne son frère le cardinal Emmanuel-Théodose de La Tour d'Auvergne pour félonie, il perd son titre de prince étranger ; par ailleurs, les sarcophages de ses parents sont retirés de l’abbaye de Cluny.
La famille de la Tour d'Auvergne ayant perdu la principauté de Sedan, noue de savantes alliances matrimoniales avec les grandes familles, en particulier avec les familles de Rohan et de La Trémoille :
- son fils Emmanuel-Théodose épouse Marie-Armande de La Trémoille ;
- sa fille Louise-Julie épouse François-Armand de Rohan-Guéméné.

Ces alliances anciennes (sa grand-tante maternelle et sa tante paternelle ont épousé des La Trémoille) perdurent au XVIIIe siècle : Anne-Marie-Louise de La Tour d'Auvergne épouse Charles de Rohan-Soubise, et Marie-Hortense (fille d'Emmanuel-Théodose) épouse son cousin Charles Armand René de La Trémoille.